# Zwergkäfer
Die Zwergkäfer oder Federflügler (Ptiliidae) stellen eine Familie der Käfer dar, die weltweit mit 500 Arten beschrieben sind, von denen in Mitteleuropa 18 Gattungen mit 87 Arten vorkommen.

## Beschreibung
Die Käfer werden nur 0,35 bis 1,3 Millimeter lang und sind somit die kleinsten Käfer überhaupt. Sie sind entweder hellbraun, dunkelbraun oder schwarz und haben eine helle Unterseite, Beine und Fühler. Ihr Körper ist entweder kugelig, oval oder gestreckt wie ein Reiskorn. Die Flügeldecken mancher Arten bedecken nicht den ganzen Hinterleib, sondern lassen eine kleine Spitze frei. Das interessanteste Merkmal bei dieser Familie sind die schmalen, zungenförmigen Hinterflügel, die an den Rändern lange Borsten zur Oberflächenvergrößerung tragen. Die Käfer dieser Familie sind flugfähig.
Die Käfer und Larven leben in morschem Holz und faulenden Pflanzenteilen bzw. im Laub. Sie sind mycetophag, das heißt, sie ernähren sich von Sporen, vorwiegend von Schimmelpilzen, aber auch von höheren Pilzen.

## Systematik
In Europa sind Zwergkäfer mit drei Unterfamilien, 21 Gattungen und über 130 Arten vertreten. Die folgende Liste gibt eine Übersicht über die in Europa vertretenen Gattungen und einige ausgewählte Arten:

### Unterfamilie Acrotrichinae
- Acrotrichis
- Baeocrara
  - Zweifarbiger Zwergkäfer (Baeocrara variolosa (Mulsant & Rey, 1873))
- Nephanes
- Smicrus

### Unterfamilie Nanosellinae
- Baranowskiella
  - Baranowskiella ehnstromi

### Unterfamilie Ptiliinae
- Actidium
- Actinopteryx
- Astatopteryx
- Bambara
- Euryptilium
- Micridium
- Microptilium
- Millidium
- Nelloptodes
  - Nelloptodes gretae
- Nossidium
  - Ovaler Zwergkäfer (Nossidium pilosellum (Marsham, 1802))
- Oligella
  - Hellbrauner Zwergkäfer (Oligella foveolata (Allibert, 1844))
- Ptenidium
- Pteryx
- Ptiliola
- Ptiliolum
- Ptilium
- Ptinella

### Fossile Belege
Die aus dem eozänen Baltischen Bernstein beschriebenen Arten Micridium groehni, Microptilium geistausti und Ptinella oligocenica sind die vermutlich bislang ältesten fossilen Belege dieser Käferfamilie.